# Ozokeryt

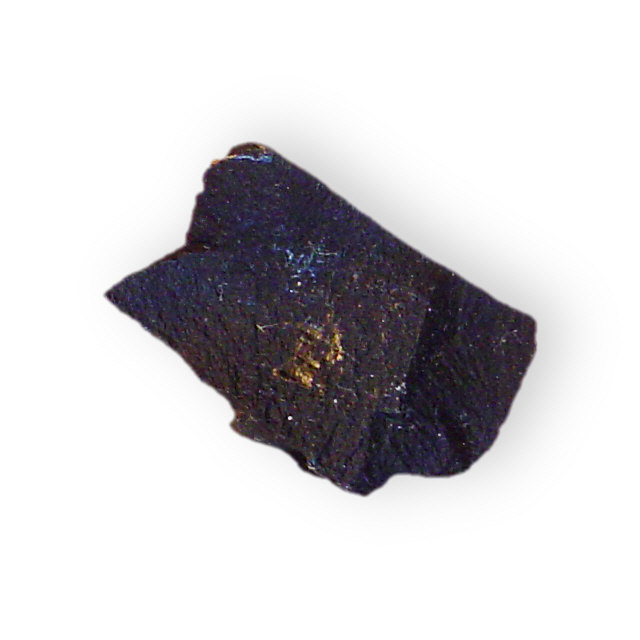
Ozokeryt

Ozokeryt, dawniej: wosk ziemny – mieszanina stałych wielkocząsteczkowych węglowodorów, głównie n- i izoparafinowych. Nazwa została nadana przez Ernsta Friedricha Glockera w 1833 r.

## Właściwości fizyczne
- barwa: żółta do czerwonobrunatnej
- temperatura topnienia: 50–100 °C
- nierozpuszczalny w wodzie, a rozpuszczalny w rozpuszczalnikach węglowodorowych

## Występowanie
Występuje nad Morzem Kaspijskim, w Ameryce Północnej, w Iraku. Największe na świecie skupienie ozokerytu występuje w okolicach Borysławia na Ukrainie (Borysławsko-Drohobyckie Zagłębie Naftowe).

## Zastosowanie
Do otrzymywania cerezyny, do produkcji syciw elektroizolacyjnych, a także smarów.